# 대한민국의 국민연금
이 문서는 대한민국의 국민연금(大韓民國의 國民年金)에 대해서 설명한다.

## 개요
국민연금은 대한민국 국민의 노령, 장애 또는 사망에 대하여 실시하는 연금 급여를 말하며, 국민의 생활 안정과 복지 증진에 이바지하는 것을 목적으로 하고 있다.
2017년 8월 주민등록 기준 인구조사에 따르면 노인인구가 725만 7288명으로 전체의 14.02%를 차지하면서 공식적인 고령사회로 진입했다. 이는 정부가 예상한 2018년보다 1년이 빠른 것이다. 또한 정부는 2026년이면 전체 인구에서 노인 인구가 20.8%에 달해 초고령사회로 접어들 것을 예상하고 있다. 이러한 고령화 외에도 예기치 못한 사고의 위험, 국민들의 사회복지욕구 증대, 가족구조의 급격한 변화 등으로 인해 국민연금의 필요성을 엿볼 수 있다.

## 역사

### 도입
국민연금 제도의 도입 논의는 1970년부터 시작되어 1973년 12월에 법제화가 이루어지면서 완성되었다. 보건사회부 사회보장심의위원회 연구실에서 사회보장연금 제도를 체계적으로 분석·연구하였으며, 1971년에 한국개발연구원(KDI)을 설치하면서 본격적인 연구에 돌입하였다. 당시에는 두 차례의 경제개발계획이 목표를 초과달성하는 등 상당한 성과를 거두는 한편, 공업화의 진전·인구의 도시집중과 핵가족화·노령인구의 증가와 같은 사회적 문제가 새롭게 발생하는 시점이었다. 이에 KDI는 1972년부터 시행될 제3차 경제개발계획에서 농어촌 지역의 생활 개선, 중화학공업의 육성과 더불어 사회보장의 확충, 근로자의 복지 및 근로환경의 개선을 함께 도모하여 사회·복지 문제도 함께 다루길 원했다. 
하지만 사회보장에 대한 청와대의 인식이 문제였다. 1961년 군사정권이 출범할 당시 국가재건최고회의 의장직을 수행하고 있던 박정희가 내각에 하달한 지시각서에는 '복지국가를 조속히 이룩함은 우리의 궁극의 목표'라고 언급하고 있고 이를 바탕으로 1961년 「생활보호법」, 1963년 「사회보장에 관한 법률」을 제정하여 실시하는 등 복지 확충을 위한 노력이 이루어졌다. 하지만 시간이 지나면서 청와대는 사회보장제도를 '막대한 정부 재정이 소요되는 제도'로 인식하면서 국민연금을 부정적으로 바라보는 시각이 팽배해지게 되었다. 국민소득이 겨우 200 ~ 300달러 수준이었고, 기업도 근로자도 보험료를 내기에는 형편이 좋지 않았던 상황이기도 했다. 또한 '가족의 부양은 자식의 몫'이라는 인식이 약해졌다고는 하나, 미풍양속이라는 이름으로 여전히 사회적 관행으로 남아있었다. 
이러한 청와대의 부정적 인식을 극복하기 위해 KDI는 국민연금 제도가 경제성장에 기여할 수 있다는 주장을 부각시키고자 하였다. 연금 제도의 잠재적 혜택과 비용을 분석하고, 저축 및 투자 효과를 제시하면서 연금 제도의 도입이 사회적 효과뿐만 아니라 경제에도 긍정적인 영향을 미친다는 보고서를 제출하였고, 이에 청와대와 경제기획원은 보건사회부의 협조를 통해 구체적인 방안을 마련하도록 하였다. 1973년 신년 기자회견에서는 박정희 대통령이 '정년퇴직 근로자와 유족들에게 일정한 연금을 지급하는 사회보장연금 제도를 도입할 준비에 들어갔다.'고 공식 발표하기도 하였다.
이 과정에서 만들어진 보건사회부와 KDI는 보험료의 수준과 징수 방법이나 연금의 수급 요건과 급여 수준 같은 부분 등에서 의견 차이를 보였다. 보건사회부 안은 복지에 중점을 두어 '적게 내가 많이 받은' 구조로 되어있었으나, KDI 안은 저축에 방점을 찍어 상대적으로 '많이 내고 적게 받는' 구조였다. 이후 '선성장 후분배'로 합의가 나온 뒤, 이를 바탕으로 하여 최종안이 완성되었다. 최종안에서는 국민복지연금의 도입 목적으로 노령·장애·사망으로 인한 생활의 불안과 위험에 대처하여 근로자가 보다 안정된 자세로 경제활동에 참여할 수 있는 보장된 사회를 조성하며, 연금 제도를 통해 축적된 기금을 생산 투자에 활용하여 국민들의 소득 격차를 줄이고 생활수준의 불균형을 예방하는 것에 있다고 명시하였다. 이후 1973년 12월에 국민복지연금법을 제정한 뒤, 1974년 첫날부터 시행하도록 하였다.
하지만 이러한 노력은 1973년 중동 전쟁으로 인한 유류 파동으로 경제가 심각한 타격을 받아 중단되고 만다. 긴급조치를 통해 시행 시기를 늦추다가 1975년 12월에는 시행령으로 시행일을 정할 때까지 무기한 연기함으로써 사실상 실시보류된 것이다. 박정희 정부가 국민복지연금을 도입하고자 한 이유로는 복지의 확충보다는 경제개발에 필요한 재원 마련이라는 경제적 목표가 컸다. 국민복지연금법안을 기초할 때에도 '사회보장제도가 소득재분배, 기업의 생산비, 저축 등에 영향을 크게 미치므로 사회경제개발 정책이 큰 틀에서 경제성장과 상호연관성을 가지고 발전하도록 하는 것이 필요하다'고 강조하였다. 소득수준이 낮았던 당시로는 경제개발에 필요한 자금조차 제대로 조달하기 어려웠다. 국민들의 저축률도 낮았던 상황에서 최소한의 차관으로 경제개발을 추진하기 위해서는 국민들을 강제로 저축시켜서라도 재원을 마련해야 했고, 그 수단으로 국민복지연금이 이용되었다는 것이다. 이후 연금 제도가 중화학공업에 투자할 재원으로써의 역할이 생각만큼 크지 않고, 근로자 재형저축제도 등 국민연금제도를 대신할 다양한 재원조달 대안이 제시되자 국민복지연금의 재시행에 관한 논의는 진행되지 않았다. 제3·4차 경제개발계획도 국민연금기금 없이도 다양한 저축 장려책을 통해 내자동원 체계를 바탕으로 진행되었다.
하지만 전두환 정부가 출범하면서 논의의 불씨가 되살아났다. 1955년부터 태어난 베이비붐 세대들이 1980년대부터 결혼을 하고 새로운 가정을 꾸리게 되면서 주택난이 심화되었는데, 이에 착안하여 주택건설자금에 국민연금 제도를 활용할 수 있다는 방안이 나왔다. 또한 한국에서도 서서히 고령화가 시작되던 시점이기에 이에 선제적으로 대응할 필요성도 있었다. 이후 퇴직금의 조정문제, 기금의 주체와 운용 방법, 소득비례부분의 산정기초·반환일시금의 지급기준 등의 문제를 해결하여 1986년 12월 국민복지연금을 국민연금으로 개편하여 1988년 1월부터 본격적인 시행에 돌입하게 된다.

### 확대
1988년 1월 1일부터 시행된 국민연금은 10명 이상 사업장을 대상으로 시작되었다. 이후 1992년 1월 1일 대통령령 제13449호 「국민연금법시행령」 일부개정령에 의해 5인 이상 사업장으로, 1997년 7월 1일 법률 제4909호 「국민연금법」 일부개정법률에 의해 농어촌지역 자영자로 확대하였고, 1999년 4월 1일에는 법률 제5623호 「국민연금법」 일부개정법률에 의해 도시지역 거주자로까지 포함하여 전국민을 대상으로 하게 되었다. 2003년 7월 1일에는 당연적용사업장의 범위를 1명 이상 사업장으로 확대하고 일용직근로자도 연금의 대상에 포함될 수 있도록 하였다. 
2007년 7월 23일에는 인구 구조의 급속한 고령화에 대비하여 세대 간 형평성을 높이기 위해 연금의 급여 수준을 조정하였으며, 2012년 4월 1일에는 급여의 지급일을 기존의 매월 말일에서 매월 25일로 변경하여 수급자의 편의를 증진하였으며, 유족연금의 지급 기간도 만 18세 미만에서 만 19세 미만으로 연장하여 서민 생활을 지원하고 노령연금의 체계를 단순화하였다. 같은 해 7월 1일부터는 영세사업장 저임금 근로자의 보험료 지원 근거를 마련하여 사각지대를 해소하고자 하는 한편, 수급자에 대한 확인조사를 실시하여 부정수급을 방지하고자 하였다. 2015년 4월 29일에는 보험료를 신용카드로 납부할 수 있도록 하였으며, 7월 29일부터는 노령연금액 감액기준을 연령에서 소득으로 변경하였다.

## 대상
가입 대상은 대한민국에 거주하는 18세 이상 60세 미만인 국민이다. 다만, 공무원·교직원·군인·별정우체국 직원은 각각 공무원연금, 사립학교교직원연금, 군인연금, 별정우체국직원연금의 가입 대상이 되므로 국민연금에는 가입하지 못한다. 가입기간은 월 단위로 계산하는데, 가입한 날이 속하는 달의 다음 달부터 가입 대상자의 자격을 상실한 날의 전날이 속하는 달까지로 한다. 
가입자 수와 수급자 수는 다음과 같다. 
| 가입자 현황 | 가입자 현황  | 가입자 현황 | 가입자 현황 | 가입자 현황    | 가입자 현황  |
| 연도        | 사업장가입자 | 지역가입자  | 임의가입자  | 임의계속가입자 | 계           |
| ----------- | ------------ | ----------- | ----------- | -------------- | ------------ |
| 2007년      | 10,005,387명 | 9,063,143명 | 27,242명    | 27,148명       | 18,266,742명 |
| 2008년      | 10,415,041명 | 8,781,483명 | 27,614명    | 32,868명       | 18,335,409명 |
| 2009년      | 10,846,542명 | 8,679,861명 | 36,368명    | 40,935명       | 18,623,845명 |
| 2010년      | 11,446,138명 | 8,674,492명 | 90,222명    | 49,381명       | 19,228,875명 |
| 2011년      | 12,080,071명 | 8,675,430명 | 171,134명   | 62,846명       | 19,885,911명 |
| 2012년      | 12,660,625명 | 8,568,396명 | 207,890명   | 88,576명       | 20,329,060명 |
| 2013년      | 13,226,316명 | 8,514,434명 | 177,569명   | 117,018명      | 20,744,780명 |
| 2014년      | 13,699,328명 | 8,444,710명 | 202,536명   | 168,033명      | 21,125,135명 |
| 2015년      | 14,343,120명 | 8,302,809명 | 240,582명   | 219,111명      | 21,568,354명 |
| 2016년      | 14,853,938명 | 8,060,199명 | 296,757명   | 283,132명      | 21,832,524명 |

| 급여별 수급자 현황 | 급여별 수급자 현황 | 급여별 수급자 현황 | 급여별 수급자 현황 | 급여별 수급자 현황 | 급여별 수급자 현황 |
| 연도               | 노령연금 수급자    | 장애연금 수급자    | 유족연금 수급자    | 계                 |                    |
| ------------------ | ------------------ | ------------------ | ------------------ | ------------------ | ------------------ |
| 2007년             | 1,731,560명        | 67,091명           | 311,868명          | 2,110,519명        |                    |
| 2008년             | 1,949,867명        | 72,166명           | 344,593명          | 2,366,626명        |                    |
| 2009년             | 2,149,168명        | 74,535명           | 378,927명          | 2,602,630명        |                    |
| 2010년             | 2,330,128명        | 76,280명           | 414,241명          | 2,820,649명        |                    |
| 2011년             | 2,489,614명        | 75,895명           | 449,735명          | 3,015,244명        |                    |
| 2012년             | 2,748,455명        | 75,934명           | 485,822명          | 3,310,211명        |                    |
| 2013년             | 2,840,660명        | 75,041명           | 524,992명          | 3,440,693명        |                    |
| 2014년             | 2,947,422명        | 75,387명           | 563,996명          | 3,586,805명        |                    |
| 2015년             | 3,151,349명        | 75,688명           | 605,151명          | 3,832,188명        |                    |
| 2016년             | 3,412,350명        | 75,497명           | 647,445명          | 4,135,292명        |                    |

| 업종별 수급자 현황 | 업종별 수급자 현황 | 업종별 수급자 현황  | 업종별 수급자 현황 | 업종별 수급자 현황 | 업종별 수급자 현황 | 업종별 수급자 현황 | 업종별 수급자 현황      | 업종별 수급자 현황   | 업종별 수급자 현황                  | 업종별 수급자 현황        | 업종별 수급자 현황 |
| 연도               | 계                 | 농림·임업·수렵·어업 | 광업               | 제조업             | 전기·가스·수도사업 | 건설업             | 도매·소매·음식업·숙박업 | 운수업·창고업·통신업 | 금융업·보험업·부동산업·사업서비스업 | 사회서비스업·개인서비스업 | 기타               |
| ------------------ | ------------------ | ------------------- | ------------------ | ------------------ | ------------------ | ------------------ | ----------------------- | -------------------- | ----------------------------------- | ------------------------- | ------------------ |
| 2012명             | 15,663,881명       | 53,091명            | 10,653명           | 3,492,376명        | 63,174명           | 905,891명          | 2,652,571명             | 857,905명            | 2,808,267명                         | 3,255,723명               | 1,564,230명        |
| 2013명             | 16,169,339명       | 54,088명            | 10,598명           | 3,562,577명        | 66,349명           | 908,173명          | 2,786,319명             | 858,567명            | 2,846,353명                         | 3,510,389명               | 1,565,926명        |
| 2014명             | 16,554,121명       | 54,287명            | 10,327명           | 3,545,651명        | 69,809명           | 895,694명          | 2,883,257명             | 843,321명            | 2,809,377명                         | 3,919,654명               | 1,522,744명        |
| 2015명             | 17,056,789명       | 55,818명            | 9,638명            | 4,062,921명        | 73,536명           | 908,611명          | 3,055,123명             | 736,282명            | 2,472,153명                         | 4,078,482명               | 1,604,225명        |
| 2016명             | 17,659,255명       | 58,803명            | 9,458명            | 4,136,948명        | 76,878명           | 957,622명          | 3,230,749명             | 741,926명            | 2,572,826명                         | 4,200,685명               | 1,673,360명        |

### 가입 구분
사업장가입자와 지역가입자는 강제의무가입의 대상에 포함된다. 1999년에는 이와 관련한 헌법소원(99마365)이 진행되었는데, 2001년 2월 국민연금의 강제가입은 사회적 위험에 대처하고자 하는 개인들의 행복추구권을 침해하지만 국민의 생활안정과 복지증진에 기여한다는 입법목적이 정당성을 가지고, 사회적 위험을 분산시켜 구제를 도모하는 사회보험의 형식을 취하는 것이 적정한 방법이므로 국민연금 제도를 통해 달성하고자 하는 공익이 개별적 내용의 저축에 대한 선택권이라는 개인적 사익보다 월등히 크다고 보아야 할 것이어서 과잉 금지의 원칙에 위배되지 아니하므로, 행복추구권을 침해하지 않아 헌법에 위반하지 않는다는 판결이 내려졌다.
사업장가입자
1명 이상의 근로자를 사용하는 사업장의 가입 대상에 속하는 근로자와 사용자를 말한다. 이 경우, 18세 미만인 근로자는 본인이 원한다면 가입자가 될 수 있다. 
지역가입자
국민연금의 가입 대상이지만 사입장가입자가 아닌 사람을 말한다. 다만, 국민연금 가입자 혹은 연금 수령자의 배우자이면서 소득이 없는 경우, 학생 혹은 군 복무 등의 이유로 소득이 없는 경우, 생계급여나 의료급여 수급자는 지역가입자에서 제외한다. 
임의가입자
사업장가입자도 지역가입자도 아닌 국민연금의 가입 대상자가 스스로 신청을 하여 가입하는 경우를 말한다. 
임의계속가입자
국민연금 가입자가 60세가 되어도 지속적인 가입을 원할 경우 임의계속가입자로 전환된다. 이 경우에도 65세까지만 가입이 가능하다.

## 급여
연금액은 지급 사유에 따라 기본연금액과 부양가족연금액을 기초로 산정한다. 기본연금액은 
상수{\displaystyle (A+B)\times (1+0.05N/12)}
의 산식으로 계산하며, 부양가족연금액은 국민연금 수급권자에 의해 생계를 유지하고 있는 사람에 대해 지급한다. 
월별 지급액은 가입자였던 최종 5년 동안의 기준소득월액의 평균액이나 가입기간 동안의 기준소득월액의 평균액을 초과하지 못하며, 수급권자가 사망하면 지급되지 못한 급여를 배우자·자녀·부모·손자녀·조부모·형제자매의 청구에 따라 지급해야 한다. 또한 수급권은 양도·압류하거나 담보로 제공할 수 없으며, 조세와 기타 공과금의 감면 대상이 된다. 

### 노령연금
가입 기간이 10년 이상인 가입자가 60세가 되면 지급받는 급여로 생존하는 동안 계속 받을 수 있다. 연금액은 기본연금액과 부양가족연금액을 합한 금액으로 한다. 가입기간이 20년 이상일 경우 기본연금액 100%와 부양가족연금액을 지급받으며, 가입기간이 10년 이상 20년 미만인 경우에는 기본연금액이 50%에 10년을 초과하는 1년마다 5%p씩 추가되는 형태로 줄어든다. 한편, 소득활동이 있는 업무에 종사하는 경우에는 50%를 넘지 않는 선에서 일정 금액을 감액하여 지급한다. 
본인이 원할 경우 55세 이상이면 일정 금액의 노령연금을 조기에 수령받을 수 있는데 이를 조기노령연금이라 한다. 이 경우의 연금액은 '(기본연금액의 50% X 연령별 노령연금의 기본연금액의 70%) + 부양가족연금액'이 된다. 
한편, 혼인기간이 5년 이상인 경우 배우자였던 사람의 노령연금을 분할한 일정금액을 분할연금으로써 수급받을 수 있다. 분할연금액은 배우자였던 사람의 노령연금액 중 혼인기간에 해당하는 연금액을 절반으로 나눈 금액만큼으로 한다. 분할연금윽 노령연금을 받는 경우에도 지급받을 수 있지만 둘 이상의 분할연금을 수급받을 경우에는 어느 하나만을 선택해야 한다. 

### 장애연금
가입자가 질병이나 부상으로 장애가 있을 경우 그 장애의 정도가 결정된 날부터 장애가 계속되는 기간 동안 지급받는 것이 장애연금이다. 구체적으로는 질병이나 부상의 초진일 당시의 연령이 18세 이상이면서 노령연금 지급 대상자가 아닐 경우, 초진일 당시 연금보험료를 낸 기간이 1/3 이상이거나 초진일 5년 전부터 보험료를 낸 기간이 3년 이상일 경우를 모두 충족해야 한다. 한편, 장애의 정도가 결정된 날은 초진일부터 1년 6개월이 되는 날의 다음날(그 전에 완치일이 있는 경우에는 완치일)로 본다. 
연금액은 장애등급에 따라 결정되는데 등급 구분의 기준과 심사는 국민연금공단이 수행한다. 등급은 총 4단계로 하며, 구체적인 기준은 여기를 참조하면 된다. 한편, 연금액은 1급·2급·3급의 경우 각각 기본연금액의 100%·80%·60%에 부양가족연금액을 더한 금액을 지급하며, 4급의 경우 기본연금액의 225%만 일시보상금으로 지급한다. 

### 유족연금
노령연금 수급권자, 가입기간이 10년 이상인 가입자, 보험료를 낸 기간이 가입대상기간의 1/3 이상인 가입자, 사망일 5년 전부터 사망일까지의 기간 중 보험료를 낸 기간이 3년 이상인 가입자, 장애등급이 2급 이상인 장애연금 수급권자가 사망하면 유족에게 유족연금을 지급한다. 유족연금의 수급권자인 유족의 범위는 사망자에 의해 생계를 유지하고 있던 배우자, 25세 미만인 자녀, 60세 이상인 부모, 19세 미만인 손자녀, 60세 이상인 조부모로 하며 앞에 열거한 순서를 바탕으로 취우선 순위자만 지급받는다. 연금액은 가입기간에 따라 10년 미만·10년 이상 20년 미만·20년 이상으로 구분하여 각각 기본연금액의 40%·50%·60%를 지급받는다. 
유족연금은 「근로기준법」에 따른 장해보상·유족보상·일시보상, 「산업재해보상보험법」에 따른 장해급여·유족급여·진폐보상연금·진폐유족연금, 「선원법」에 따른 장해보상·일시보상·유족보상, 「어선원 및 어선 재해보상보험법」에 따른 장해급여·일시보상급여·유족급여 중 하나를 지급받을 수 있는 경우에는 유족연금액의 절반만 지급한다. 이를 연금의 중복급여의 조정이라 하며, 이는 장애연금에 대해서도 똑같이 적용한다. 

### 반환일시금
가입기간이 10년 미만인데 60살이 된 경우, 국적을 상실하거나 국외로 이주한 경우, 가입자가 사망했지만 유족연금을 받지 않는 경우에는 본인 혹은 유족의 청구에 따라 납부한 보험료에 이자를 더한 금액을 반환일시금으로 받을 수 있다. 

### 사망일시금
가입자가 사망했는데 유족이 없을 경우 유족의 4촌 이내 방계혈족에게 지급하는 급여가 사망일시금이다. 금액은 가입자의 반환일시금에 상당하는 금액으로 한다. 

## 특징

### 직역연금과의 연계
특정한 직업에 대한 연금제도를 직역연금이라 하는데 한국에는 「공무원연금법」에 따른 공무원연금, 「사립학교교직원 연금법」에 따른 사립학교교직원연금, 「군인연금법」에 따른 군인연금, 「별정우체국법」에 따른 별정우체국직원연금 등 네 가지가 존재한다. 
하지만 직역연금 상호간에는 재직기간의 합산이 가능하지만 국민연금의 가입기관과 직역연금의 재직기간은 연계가 되지 않아 공적연금의 사각지대가 발생하였는데 이의 해소를 위해 「국민연금과 직역연금의 연계에 관한 법률」을 제정하여 상호 연계가 가능하도록 하였다. 이에 따라 국민연금 가입자가 직역연금 가입자가 된 경우나 직역연금 가입자가 퇴직하고 급여를 지급받지 않은 경우 본인의 신청에 의해 두 연금 간의 연계가 가능하며, 연계급여의 종류에는 연계노령연금, 연계퇴직연금, 연계노령유족연금, 연계퇴직유족연금이 있다. 

### 세대 내·세대 간 형평성
국민연금의 근본적 기능은 가입자가 노령 등의 이유로 근로를 할 수 없을 때에도 노후생활을 보장해주는 것이다. 이때 최소한의 생활을 보장할 때 어느 정도 보장해야 하는지, 그리고 소득재분배를 어느 수준으로 합의하는지가 중요해진다. 적절한 소득보장 및 소득재분배와 관련해 국민연금이 가지는 기준은 성취정당성과 필요정당성이다. 이 두 기준은 은퇴 전까지 납부한 보험료에 어느 정도 상응하는 생활수준을 보장해 주느냐, 그리고 급여의 수준이 최소한의 생계유지가 가능하도록 보장하느냐 하는 것을 결정해주는 중요한 요인이다. 
성취정당성은 납부한 보험료와 지급받게 될 급여 간의 일치 정도를 의미하는데 이는 국민연금제도의 신뢰성과 가입률을 높이기 위한 중요한 부분이다. 성취정당성이 강조되면 연금에 가입할 동기가 강해지고 노후의 경제적 활동에도 많은 여유가 생기게 된다. 따라서 높은 보험료에 대한 부담이 상대적으로 적어지고, 납부에 대한 기피도 줄어든다. 성취정당성을 강화하면 보험료를 조금 내는 사람들이 피해를 입는다는 주장이 있으나 이는 옳지 않다. 적게 버는 사람은 적게 가져가는 것이 옳으며 가난한 사람들에 대한 복지 수단으로 연금만 있는 것은 아니기 때문이다. 보험료를 적게 낼수록 더 많이 받게 되는 지금 제도의 결과 2057년 연금이 고갈될 예정이다. 현재 20대는 보험료를 내도 연금을 받을 수 없게 될 가능성이 크다. 성취정당성을 중요하게 주장하는 사람들은 이 문제에 대한 대안을 제시해야 한다. 필요정당성은 개인이 가지는 경제·문화적 욕구에 대한 충족 정도를 나타낸다. 소득대체율이 높은 것과 실제로 노후생활을 꾸려나가는 것은 별개의 문제이다. 적은 보험료를 납부하거나 아예 납부 자체가 불가능한 사람들은 충분한 연금을 받지 못하므로 최소한의 노후 생활을 연금만으로는 꾸려나가기 힘들기 때문이다. 따라서 이러한 가입자들에게도 최소한의 보장은 해줄 필요가 있다. 따라서 필요정당성은 성취정당성과 상충하는 측면이 있다. 하지만 급여가 납부한 보험료에 비례하여 결정된다면 저소득층이 받게 될 급여는 최소한의 노후보장이라는 의미를 가지기가 힘들고 이는 사회안전망에 구멍을 내게 된다. 따라서 최소한의 보장에 대한 기준은 사람마다 다를 수밖에 없으므로 이 부분은 정치적·사회적 합의를 반드시 필요로 한다. 
국민연금과 같은 공적연금은 시장보험과 달리 소득재분배를 중요한 요소로 가지는데, 이에 관련 있는 것은 단연 보험료와 급여이다. 모든 가입자가 동일한 보험료율을 적용받는다면 이는 형식적인 평등일 뿐이므로 합리적인 보험료율을 정할 필요가 있으며, 이것은 적어도 대부분의 사람들에게 정당한 것으로 받아들여져야 의미가 있다. 이를 위해 강조되는 것이 사회의 연대성 원리이다. 급여가 보험료에 과도하게 비례하지 않으며, 보험료는 납부자의 위험가능성에 중점을 찍지 않는 선에서 절충을 이루는 것이다. 따라서 국민연금에 의해서는 소득에 비례하여 보험료를 부담하고 가입자가 같은 방식으로 급여를 받게 된다.
소득재분배는 세대 내 소득재분배와 세대 간 소득재분배로 나누어 살펴볼 수 있다. 세대 내 소득재분배는 고소득층으로부터 저소득층으로 소득이 이전되는 것을 의미한다. 저소득층의 월소득은 전체 가입자의 평균 월소득보다 낮기 때문에 급여에 전체 가입자의 평균 보험료를 연계시키면 상대적으로 더 많은 연금을 받는 식으로 이루어진다. 세대 간 소득재분배와 관련해서는 적립방식과 부과방식이라는 재원조달 유형과 관련이 있다. 적립방식은 일할 수 있을 때, 보험료를 납부하여 때가 되어 보험료에 운영수익을 얹어서 받는 구조이다. 즉, 부담과 혜택이 같은 세대 내에서 이루어지므로 세대 간 이전 효과는 발생하지 않는다. 이에 반해 부과방식은 일할 수 있는 세대가 낸 보험료는 현재 은퇴한 사람들이 급여로써 받고 지금 일하는 세대는 나중에 은퇴한 뒤 그 당시의 일할 수 있는 세대가 내는 보험료를 통해 급여를 받는다. 따라서 이 경우에는 세대 간 소득재분배 현상이 일어나게 된다. 
한국은 처음에는 적립방식으로 출발했다. 국민연금제도를 처음 시행할 때 은퇴한 사람들은 보험료를 납부하지도 급여를 지급받지도 않았으므로 당시 가입자들은 자신이 낸 보험료를 은퇴한 뒤에 받는 구조였기 때문이다. 하지만 '보험료 + 운영수익'의 형태로 급여를 받도록 되어 있었으므로 기금은 조금씩 줄어들 수밖에 없다. 그리고 부과방식은 납부한 것보다 더 많이 받는 구조이므로 자연스럽게 지금 세대보다 다음 세대의 보험료율이 높아질 수밖에 없다. 이와 관련해서 생기는 문제가 세대 간 형평성이다. 특이한 것은 한국과 비슷하게 국민연금제도를 도입했던 서구의 국가들은 세대 간 형평성 문제를 심각하게 겪지 않았다는 점이다. 서구권은 1950년대부터 수급자의 범위가 크게 늘어났는데, 당시의 근로 세대는 전례 없는 호황을 누리고 있었고 고령화도 심각하지 않았다. 하지만 한국은 고령화가 세계적인 속도로 진행되면서 세대 간 형평성 문제가 심각하게 다가오고 있다고 할 수 있다.

### 소득보장효과
소득보장효과는 국민연금이 없을 경우 빈곤층이나 저소득층으로 전락할 수 있는 것을 방지해주는 효과를 말한다. 즉, 자유 의사에 맡기면 노후를 위한 대비에 소홀해져 세금으로 이들을 구제해줘야 하는데, 이를 막고자 강제 저축을 통해 스스로 노후를 대비하고 다른 국민들의 조세 부담도 경감시키게 된다. 연금수급자를 대상으로 시장소득과 시장소득에 급여를 합산한 소득의 차이를 비교해보면 급여의 절대액은 고소득층으로 갈수록 증가한다. 하지만 소득증가율은 저소득층에서 가장 높고, 고소득층으로 갈수록 낮아지는 현상을 보인다.

## 재정
보험료의 부과는 국민연금공단이 수행하지만 실제 징수는 국민건강보험공단을 통해 이루어진다. 보험료는 가입자 본인이 기준소득월액의 9%를 부담하며, 사업장가입자는 가입자와 사용자가 각각 기준소득월액의 4.5%씩 기여한다. 건강보험공단은 자동 계좌이체가 아닌 이상, 납부 의무자에게 보험료의 금액, 납부 기한과 장소 등을 적은 문서로써 고지를 할 의무를 진다. 납부 기한은 다음 달 10일까지이지만 1년 이내의 범위에서 선납이 가능하다. 만약 납부 의무자가 실직하는 경우, 병역의무를 수행하거나 학교에 재학 중인 경우, 교정시설이나 치료감호시설에 수용 중인 경우, 1년 미만 행방불명이 된 경우, 재해나 사고 등으로 소득이 감소된 경우에는 보험료를 내지 않을 수 있다. 다만, 이 기간은 가입기간에도 산입되지 않는다. 
급여의 수준과 요건, 보험료는 인구구조, 생활수준, 임금, 물가 등에 대한 변동에 대해 국민연금 재정이 장기적으로 균형을 유지할 수 있도록 조정되어야 한다. 국민연금의 재정 현황은 다음과 같다.
| 연도   | 조성         | 조성         | 조성         | 조성          | 지출         | 지출         | 지출          | 기금증가분   | 기금 운용      | 기금 운용 | 기금 운용  | 기금 운용      | 기금 운용  |
| 연도   | 계           | 연금보험료   | 운용수익     | 국고보조금 등 | 계           | 연금급여지급 | 관리운영비 등 | 기금증가분   | 계             | 공공부문  | 복지부문   | 금융부문       | 기타       |
| ------ | ------------ | ------------ | ------------ | ------------- | ------------ | ------------ | ------------- | ------------ | -------------- | --------- | ---------- | -------------- | ---------- |
| 2007년 | 355,261억 원 | 216,702억 원 | 137,190억 원 | 1,370억 원    | 55,936억 원  | 51,826억 원  | 4,110억 원    | 299,325억 원 | 2,195,400억 원 | -         | 2,036억 원 | 2,190,099억 원 | 3,264억 원 |
| 2008년 | 225,853억 원 | 229,855억 원 | -4,191억 원  | 189억 원      | 66,978억 원  | 61,808억 원  | 5,170억 원    | 158,875억 원 | 2,354,325억 원 | -         | 1,842억 원 | 2,350,015억 원 | 2,468억 원 |
| 2009년 | 500,843억 원 | 238,582억 원 | 262,462억 원 | -200억 원     | 78,719억 원  | 74,719억 원  | 4,000억 원    | 422,124억 원 | 2,776,424억 원 | -         | 1,540억 원 | 2,772,519억 원 | 2,365억 원 |
| 2010년 | 554,295억 원 | 252,857억 원 | 301,058억 원 | 380억 원      | 90,812억 원  | 86,359억 원  | 4,453억 원    | 463,484억 원 | 3,239,908억 원 | -         | 1,282억 원 | 3,235,975억 원 | 2,650억 원 |
| 2011년 | 351,892억 원 | 274,346억 원 | 76,717억 원  | 829억 원      | 103,118억 원 | 98,189억 원  | 4,930억 원    | 248,774억 원 | 3,488,677억 원 | -         | 1,081억 원 | 3,484,681억 원 | 2,915억 원 |
| 2012년 | 551,681억 원 | 301,277억 원 | 249,916억 원 | 488억 원      | 120,682억 원 | 115,508억 원 | 5,174억 원    | 431,000억 원 | 3,919,677억 원 | -         | 1,271억 원 | 3,915,683억 원 | 2,723억 원 |
| 2013년 | 486,278억 원 | 319,067억 원 | 166,513억 원 | 699억 원      | 136,410억 원 | 131,128억 원 | 5,282억 원    | 349,869억 원 | 4,269,545억 원 | -         | 1,249억 원 | 4,264,473억 원 | 3,823억 원 |
| 2014년 | 571,987억 원 | 340,775억 원 | 230,326억 원 | 886억 원      | 143,304억 원 | 137,799억 원 | 5,504억 원    | 428,684억 원 | 4,698,229억 원 | -         | 1,264억 원 | 4,692,534억 원 | 4,431억 원 |
| 2015년 | 582,557억 원 | 364,261억 원 | 217,414억 원 | 882억 원      | 157,545억 원 | 151,840억 원 | 5,705억 원    | 425,012억 원 | 5,123,241억 원 | -         | 1,362억 원 | 5,116,983억 원 | 4,896억 원 |
| 2016년 | 636,277억 원 | 390,359억 원 | 245,439억 원 | 479억 원      | 176,527억 원 | 170,682억 원 | 5,845억 원    | 459,750억 원 | 5,582,991억 원 | -         | 1,396억 원 | 5,776,819억 원 | 4,777억 원 |

### 국민연금기금
보건복지부는 국민연금 사업에 필요한 재원을 원활하게 확보하고, 급여에 충당하기 위한 책임준비금으로서 국민연금기금을 설치하여 관리·운용한다. 국민연금기금은 보험료, 기금 운용 수익금, 적립금, 국민연금공단의 수입지출 결산상의 잉여금을 재원으로 조성한다. 
기금은 연금 재정의 장기적인 안정을 유지하면서 수익을 최대로 증대시킬 수 있도록 관리·운용하되, 가입자와 수급권자의 복지 증진을 위한 사업에 대한 투자는 연금 재정의 안정을 해치지 않는 범위 내에서 이루어지도록 한다. 구체적인 관리·운용 방법은 금융기관에 대한 예입 또는 신탁, 공공부문에 대한 투자, 증권의 매매 및 대여, 파생상품시장에서의 거래, 복지사업 및 대여사업 등이다. 보건복지부는 매년 기금운용계획을 세워서 국무회의의 심의와 대통령의 승인을 받아야 하며 국회에도 보고할 의무가 있다. 
기금의 운용에 관해서는 보건복지부 소속 국민연금기금운용위원회의 의결을 따라야 한다. 국민연금기금운용위원회는 연 4회 이상 개최하여야 하며, 회의록은 작성하여 보관하며 주요 내용을 공개하여야 한다. 기금의 운용에 있어서 회계 처리, 성과 측정, 개선 사항 등을 심의·평가하기 위해 국민연금기금운용위원회 아래에 국민연금기금운용실무평가위원회를 둔다. 국민연금기금운용실무평가위원회는 가입자 권익의 극대화를 위해 공공사업에 사용할 기금 자산의 비율과 배분의 우선순위, 가입자와 수급권자의 복지 증진을 위한 사업비 등에 관한 사항을 매년 국민연금기금운용지침을 통해 마련해야 한다.

## 관련 기관

### 국민연금심의위원회
국민연금제도 및 재정 계산, 급여, 연금보험료, 국민연금기금에 관한 사항 등을 심의하기 위해 보건복지부 차관을 위원장으로 하는 국민연금심의위원회를 둔다. 위원회는 사용자 및 근로자를 대표하는 위원으로서 사용자 및 근로자 단체가 추천하는 사람 각 4명, 지역가입자를 대표하는 위원으로서 농어업인 단체·농어업인 단체 외의 자영업 관련 단체·소비자단체와 시민단체가 추천하는 사람 각 2명, 공익을 대표하는 위원으로서 국민연금에 관한 전문가 5명으로 구성한다. 

### 국민연금공단
국민연금에 관한 사업을 효율적으로 수행하기 위해 보건복지부 장관의 위탁을 받아 설립한 준정부기관이다. 보험료를 부과하고 급여를 결정·지급하며, 제도에 대한 조사 및 연구를 수행한다. 
가입자의 자격, 기준소득월액, 보험료, 징수금과 급여에 관한 공단의 처분에 이의가 있을 경우에는 심사청구를 할 수 있다. 심사청구는 처분이 있음을 안 날부터 90일 이내에 신청하되, 처분이 있은 날부터 180일이 지나면 이의를 제기할 수 없다. 국민연금공단은 이러한 심사청구에 대응하기 위해 국민연금심사위원회를 둔다.
제3자의 행위로 장애연금·유족연금의 지급 사유가 발생하여 이의 지급이 이루어질 경우 제3자에 대한 수급권자의 손해배상청구권에 관해 수급권자를 대위한다. 

## 비판 및 논란

### 기금 고갈
국민연금에 대한 논란거리 중 하나는 기금의 고갈 문제다. '덜 내고 더 받는' 현재의 구조를 유지한다면 언젠가 쌓아둔 적립금이 결국 바닥을 보이게 될 것이기 때문이다. 보건복지부는 국민연금 3차 재정계산에 따르면 2017년 국민연금의 적립금은 600조 원 정도이며 2060년이면 완전 고갈될 예정이다. 문제는 턱없이 부족한 '용돈 연금' 문제를 개선하기 위해 국회를 중심으로 소득대체율을 올리는 논의가 진행되고 있다는 점이다. 따라서 경제협력개발기구 평균인 18%보다 현저하게 낮은 보험료율을 9%로 끌어올리는 방안도 함께 논의할 필요가 있다. 이와 함께 '자동조정장치'를 도입할 필요성도 제기된다. '자동조정장치'는 은퇴 연령을 낮춤으로써 급여 수급 시기도 늦춰 연금이 고갈되는 속도를 줄이자는 것이다. 현재 2033년까지 수급 개시 나이를 65세로 늦추고 있지만 이를 67세까지로 연장할 필요성이 있다는 주장도 있다.
이와 함께 해외 주식 비중을 높이는 등 공격적인 투자를 해야 기금의 고갈 시기를 10년 정도 늦출 수 있다는 지적이 있다. 2017년 한국보건사회연구원은 2015년 기준으로 투자 비중을 유지한다면 기금의 고갈 시기는 2058년경이 되겠지만 해외 주식 등 위험자산에 대한 투자를 크게 늘리면 2070년까지로 늦출 수 있다고 예측했다. 이러한 위험자산에 대한 투자를 늘리는 방법은 극단적인 방법이지만 저출산·고령화 현상이 심해지면서 연금을 내는 사람보다 받는 사람이 훨씬 더 빠른 속도로 늘어나고 있고, 저성장 기조로 채권과 주식에 대한 기대치가 낮아지는 만큼 투자 비중을 바꿀 필요가 있다는 지적이다.
1950년대와 1960년대 출생자 수가 많은 데 비해 1990년대부터 출생자 수가 해마다 크게 줄면서 기금의 재정 악화도 심화되고 있다. 2020년대에는 1990년대생부터 연금을 한 푼도 받을 수 없다거나 국가부도를 맞이한 그리스에서 국민연금 지급이 중단됐다는 가짜뉴스가 횡행하기 시작했다. 이러한 것들은 모두 진실과 거리가 멀지만 청년층의 부담을 가중시켜 노년층의 혜택만 늘린다는 식의 잘못된 프레임과 함께 널리 퍼지면서 국민연금 개혁의 필요성을 일깨워줬다.

### 직역연금과의 통합
직역연금과 국민연금의 연계와는 별개로 통합에 대한 얘기도 심심찮게 흘러나온다. 2006년 유시민 보건복지부 장관은 국민연금의 개혁 방안의 하나로 "공무원연금과 사립학교교직원연금을 국민연금과 통합하는 방안을 검토해 볼 필요가 있다"고 발언하였다. 김상균 서울대학교 사회복지학과 교수는 "특수직역연금을 별도로 존치시킬 논리적 근거가 퇴색하고 있다"며 통합이 불가피하다고 하였다.
국민연금은 급여 수준이 '용돈' 수준에 불과하지만 직역연금은 연금만으로 노후를 보내기 충분한 경우가 많다. 이는 국민연금은 지속가능성에, 직역연금은 노후 보장에 무게를 두고 제도가 만들어졌기 때문이다. 국민연금이 지속가능성을 강조한 것은 재정의 안정성 때문이다. 이를 이유로 1998년에 소득대체율을 70%에서 10%p 낮추는 대신 보험료율을 3%에서 9%로 올렸으며, 2007년에 다시 소득대체율을 10%p를 낮추었다. 직역연금도 몇 차례의 개혁이 실시되었지만 노후 보장에 초점을 둔 연금이라 소득대체율을 낮추는 것은 소극적이었고 결국 군인연금과 공무원연금은 이미 국고를 투입하는 지경에 이르렀다. 이에 따라 직역연금의 가입 대상자와 일반 국민 사이의 노후소득 형평성을 맞춰야 한다는 주장이 강하게 제기되고 있다. 이에 대해서는 크게 두 가지 주장이 존재하는데, 첫 번째로는 재정안정성을 중시하여 직역연금의 소득대체율을 국민연금 수준으로 떨어뜨려야 한다는 것이다. 원종욱 한국보건사회연구원 미래전략연구실장은 "각각의 제도가 과감한 개혁으로 재정을 충분히 확보해야 한다"며 "연금제도를 지속해나가려면 재정 안정성 확보 방안을 찾는 게 가장 중요하다"고 말했다. 한편, 공적연금의 통합이 '하향평준화'를 지향해선 안 된다는 의견도 있다. 국민 전체의 노후 보장 수준이 떨어지는 것은 우려할 일이라는 주장이다. 김남희 참여연대 복지노동팀장은 "그동안 국민연금의 소득대체율이 낮았기 때문에 공무원연금과의 형평성 문제가 컸던 것"이라며 "너무 낮은 국민연금의 소득대체율을 높여 공적연금을 강화해나가는 게 바람직하다"고 지적했다.
한편, '다층구조화'로의 통합도 하나의 방법으로 제시된다. 1층인 국민연금·공무원연금과 같은 공적연금은 노후보장을, 2층은 퇴직연금과 같은 직역연금, 3층은 개인연금으로 하여 연금을 다층체계로 개혁하는 것인데 4층에 기초연금까지 포함시켜야 한다는 주장도 있다.

### 부채 지표에서 제외
2017년 6월 기준으로 국민연금은 100조 원 가량의 국채를 보유하고 있다. 또한 아직 때는 멀었지만 2050년이 지나면 국민연금의 적립금이 고갈되는데, 그 이후에는 국고 보조를 통해 연금을 메울 수 밖에 없다. 그 규모가 3400조 원에 이르는데, 어느 쪽도 현재 국가 부채에 포함되어 있지 않아 재정건전성이 정확하지 않다는 지적이 있다. 국채도 채권의 일종이므로 국가가 빚을 지는 것이지만, 정부는 국채를 매입한 국민연금의 입장에서는 자산이 되므로 회계상 이중거래가 인정되어 내부거래의 일종으로 인식한다. 하지만 정부가 고용주의 입장에 있는 공무원과 군인에 대한 연금은 부채로서 지표에 반영하고 있다. 즉, 국민연금과 사립학교교직원연금은 국가가 고용주가 아니므로 국가회계 간 교환 거래가 명확하지 않다는 것이 정부의 입장이다. 하지만 국민연금의 적립금은 가입자가 잠시 맡겨 놓은 돈으로 간주한다면 국채 매입은 국가가 가입자에게 빚을 낸 것과 같기 때문에 사실상 '숨은 빚'이 된다. 박기백 서울시립대학교 교수는 "다른 나라 대부분은 한국처럼 연금을 적립해서 지급하지 않는다"라며 "국제 기준이 내부 거래로 보더라도 한국은 다른 국민연금 제도를 도입하고 있고, 정부가 재정건전성 지표에서는 통합재정수지와 사회보장성기금을 제외한 관리재정수지를 나눠서 사용하고 있는 만큼 국민연금을 국가 부채 지표에 당연히 반영해야 한다"고 밝혔다.

## 같이 보기
- 국민연금
- 대한민국 국민연금법

### 내용주
1. ↑  사회보장 제도를 통해 실업·질병·노령 등의 생활위험으로부터 국민을 보호하고, 경제개발계획과 병행하여 추진하면서, 중요한 제도 중에서 실시가 용이한 보험 제도를 우선적으로 확립할 것 등의 내용이 포함되어 있었다.
2. ↑  1970년대 저축률은 약 15% 수준으로 정부가 기대했던 최소 23%에도 미치지 못했다. 이는 경제개발에 필요한 재원을 차관으로 조달하도록 했고, 이 상황에서 보건사회부 안이 받아들여지기는 힘들었다.
3. ↑  한편 중화학공업의 육성이 중요했다면, 악재 속에서도 강행할 수 있었을 것이며 석유파동이 수습된 뒤에 늦게나마 시행할 수도 있었을 텐데, 그렇게 하지 않았던 것은 국민복지연금이 경제 목적보다는 복지의 측면에서 도입된 것이 아닌가라는 주장도 있다. 실제로 당시 사회보장 제도에 대한 논의가 정부에서도 이루어지고 있기도 했었다.
4. ↑  상수는 소득대체율을 결정하는 값으로, 2008년 1.5(소득대체율 50%)로 설정된 뒤 매해 0.015(소득대체율 0.05%p)씩 낮추고 있다. 2017년 기준으로는 1.365(소득대체율 45.5%)이며 2028년 1.2(소득대체율 40%)가 될 때까지 지속된다.
5. ↑  A는 연금 수급 3년 간의 평균소득월액을, B는 가입자 개인의 가입기간 간의 평균소득월액을, N은 가입기간이 20년을 초과할 경우의 초과 개월수를 말한다.
6. ↑  앞의 청구권자는 미지급 급여의 우선순위 대상자 순이며, 같은 순위자가 두 명 이상 있을 경우에는 똑같이 나누어 가진다.
7. ↑  법률 제8541호 「국민연금법」 일부개정법률에 의거하여 2013년 1월부터 5년마다 1살씩 연금 수급 개시 연령이 늦춰져서 2033년부터는 65세부터 지급 개시가 가능해진다. 따라서 1953년 ~ 1956년 출생자는 1살을, 1957년 ~ 1960년 출생자는 2살을, 1961년 ~ 1964년 출생자는 3살을, 1965년 ~ 1968년 출생자는 4살을, 1969년 이후 출생자는 5살을 더한 연령을 적용하여 연금을 수급받게 된다.
8. ↑  소득활동이 있는 업무는 사업소득과 근로소득의 합을 종사 개월 수로 나눈 금액이 연금 수급 3년 간의 평균소득월액을 초과하는 경우에 한한다.
9. ↑  초과소득월액이 100만 원 미만인 경우 5%, 초과소득월액이 100만 원 이상 200만 원 미만인 경우에는 '5만 원 + (초과소득월액 - 100만 원) X 10%', 초과소득월액이 200만 원 이상 300만 원 미만인 경우에는 '15만 원 + (초과소득월액 - 200만 원) X 15%', 초과소득월액이 300만 원 이상 400만 원 미만인 경우에는 '30만 원 + (초과소득월액 - 300만 원) X 20%', 초과소득월액이 400만 원 이상인 경우에는 '50만 원 + (초과소득월액 - 400만 원) X 25%'
10. ↑  앞의 산식은 55세부터 지급받는 경우에 해당한다. 이후 가입기간이 1년씩 증가할 때마다 기본연금액이 5%p씩, 그리고 수급개시기간이 1개월씩 증가할 때마다 연령별 노령연금의 기본수급액이 0.5%p씩 증가한다.
11. ↑  분할연금의 수급권은 혼인 기간이 5년 이상이면서 배우자와 이혼하였을 경우, 배우자였던 사람이 노령연금의 수급권자일 경우, 가입자 본인이 60세가 되었을 경우에 모두 해당하여야 한다. 분할연금이 인정되는 것은 혼인 기간 중에 노령연금 수급권 형성에 부부공동생활의 역할분담의 차원에서 기여한 면이 있기 때문이지만 이러한 내용을 규정한 「국민연금법」 제64조제1항은 법률혼 기간만을 기준으로 하고 있다. 따라서 별거나 가출과 같은 실질적 혼인관계가 존재하지 않는 경우에는 수급권의 형성에 기여하였다고 볼 수 없으므로 이는 연금의 재산권적 성격을 몰각시킨다고 헌법재판소가 헌법불합치 판결(2015헌바182)을 받았다. 이후 2018년 6월 20일부터 「민법」 제27조제1항에 의한 실종기간·「주민등록법」 제20조제6항에 의한 거주불명기간에 해당하는 기간은 제외하도록 수정되었다.
12. ↑  연금보험료를 낸 날이 속하는 달의 다음 달부터 반환일시금의 지급 요건이 충족된 날이 속하는 달까지의 기간에 대해 해당 기간의 3년 만기 정기예금 이자율을 곱하여 산정.
13. ↑  선납을 할 경우에는 정기 예금 이자율의 1/12만큼의 감액이 이루어진다. 선납이 아니더라도 자동 계좌이체를 하는 경우에는 그에 따라 절감되는 비용만큼 감액의 혜택이 주어진다.
14. ↑  국민건강보험공단의 처분에 대해서는 국민건강보험공단 소속의 징수심사위원회에 심사청구를 한다. 한편, 심사청구에 대한 결정에도 불복할 경우에는 보건복지부 소속의 국민연금재심사위원회에 재심사를 청구할 수 있다.

### 참조주
1. ↑  「국민연금법」 제1조
2. ↑  박다영 (2017년 10월 2일). “고령화사회→고령사회 초스피드 진입 '대한민국'”. 《데일리메디》. 2017년 11월 11일에 확인함.
3. ↑  선은애 2017, 635 ~ 636쪽.
4. ↑  양재진 2007, 93 ~ 97쪽.
5. ↑  배준호 2015, 9 ~ 15쪽.
6. ↑  박이택 & 이헌창 2015, 789 ~ 792쪽.
7. ↑  김수정 2017, 180 ~ 182쪽.
8. ↑  국민연금연구원 (2017년 11월 8일). “국민연금 통계”. 《국민연금공단》. 국민연금공단. 2017년 11월 11일에 확인함.
9. ↑  보건복지부 국민연금정책과 (2017년 7월 27일). “국민연금 수급자 현황”. 《e-나라지표》. 기획재정부. 2017년 11월 11일에 확인함.
10. ↑  국민연금공단 (2017년 8월 18일). “연령별·성별·업종별 가입자 현황(총괄)”. 《KOSIS》. 통계청. 2017년 11월 11일에 확인함.
11. ↑  선은애 2017, 634쪽.
12. ↑  김욱 2015, 341 ~ 45쪽.
13. ↑  김태일 2015, 40 ~ 45쪽.
14. ↑  김성태, 김승래 & 임병인 2015, 1640 ~ 1641쪽.
15. ↑  「국민연금법」 제4조
16. ↑  보건복지부 국민연금재정과 (2017년 7월 5일). “국민연금 재정현황”. 《e-나라지표》. 기획재정부. 2017년 11월 11일에 확인함.
17. ↑  「국민연금법」 제101조제1항
18. ↑  이인준 (2017년 10월 27일). “재정고갈 앞둔 국민연금… 지속성 높이려면 '자동조정장치' 도입해야”. 《뉴시스》. 2017년 11월 11일에 확인함.
19. ↑  정현용 (2017년 1월 30일). “"국민연금 해외투자 늘려야 고갈 늦춰"”. 《서울신문》. 2017년 11월 11일에 확인함.
20. ↑  이학주 (2019년 7월 26일). “국민연금, 5년간 日 전범기업에 6조 투자”. 《cpbc》. 2019년 7월 26일에 확인함.
21. ↑  김종호 (2023년 4월 21일). “국민연금 지속하면 국가부도? 왜 이런 이야기 나왔냐면”. 《오마이뉴스》. 2023년 5월 3일에 확인함.
22. ↑  김영태 (2006년 4월 3일). “유시민 복지부 장관, 국민연금과 공무원연금 통합 의견 제시”. 《노컷뉴스》. 2017년 11월 11일에 확인함.
23. ↑  문수정 (2015년 5월 13일). “[연금 갈등 해법을 찾자] 연금 통합, 사회적 합의가 대전제”. 《국민일보》. 2017년 11월 11일에 확인함.
24. ↑  허연회 (2013년 11월 15일). “국민·공무원·군인연금… 하나로 통합할 수 있을까”. 《헤럴드경제》. 2017년 11월 11일에 확인함.
25. ↑  전슬기 (2017년 9월 27일). “[핫이슈 분석] '나랏빚' 계산에 안 잡히는 국민연금… '숨은 빚' 문제 없을까”. 《조선일보》. 2017년 11월 11일에 확인함.

## 참고 문헌
- 김수정 (2017). 《사회복지법제론》. 학지사. 180 ~ 182쪽. ISBN 978-89-9971-144-2.
- 김성태; 김승래; 임병인 (2013). “우리나라 국민연금의 소득보장과 소득이동성 효과 분석”. 《대한경영학회지》 26 (6): 1635 ~ 1651.
- 김욱 (2004). “국민연금제도의 소득보장과 재분배 역할”. 《한·독사회과학논총》 14 (2): 333 ~ 362.
- 김태일 (2015). “국민연금의 세대 내·세대 간 형평성 분석과 개혁 방향”. 《예산정책연구》 4 (2): 31 ~ 55.
- 박이택; 이헌창 (2015). “1973년 국민복지연금법과 1986년 국민연금법은 왜 제정되었는가?: 인구학적 보너스에 대한 대응이라는 시점”. 《응용통계연구》 (한국통계학회): 781 ~ 805.
- 배준호 (2015). “국민연금 제도의 도입(1968~1986)” 1. 한국사회보장학회: 5 ~ 17.
- 선은애 (2017). “국민연금제도에 관한 법·제도적 고찰”. 《토지공법연구》 (한국토지공법학회): 635 ~ 636.
- 양재진 (2007). “유신체제하 복지연금제도의 형성과 시행유보에 관한 재고찰”. 《한국거버넌스학회보》 14 (1): 88 ~ 108.